# Psinidia
Psinidia es un género de saltamontes de la subfamilia Oedipodinae en la familia Acrididae.

## Especies
Dos especies se encuentran en Norteamérica pero son difíciles de diferenciar y es posible que sean una sola.
- Psinidia amplicornis (o Psinidia amplicornus) Caudell, 1903 (saltamontes de cuerno largo de Caudell)
- Psinidia fenestralis (Serville, 1839) (saltamontes de cuerno largo de alas de banda)